# 武功乡 (伊宁县)
武功乡，是中华人民共和国新疆维吾尔自治区伊犁哈萨克自治州伊宁县下辖的一个乡镇级行政单位。

## 行政区划
武功乡下辖以下地区：
莫洛托乎提于孜村、巴热提买里村、上武功村和武功村。